# Саль-Рей (футбольний клуб)
Спорт Саль-Реї Клуб або просто Саль-Рей (порт. Sport Sal Rei Club) — аматорський кабовердійський футбольний клуб з міста Саль-Реї, на острові Боа-Вішта.

## Історія клубу
Їхня перша перемога в чемпіонаті острова відбулася 1993 року, завдяки якій клуб уперше потрапив до національного чемпіонату, вдруге Саль-Рей виграв чемпіонат острова у 1997 році, наступне, вдруге поспіль, чемпіонство було оформлено 1998 року, а з 2004 року команда здобула чотири чемпіонських титули поспіль та представляла острів Саль у національному чемпіонаті вже всьоме за свою історію.
Свою першу та єдину перемогу в національному чемпіонаті Саль-Рей здобув 2004 року.

## Участь у плей-оф
Після того як команда виграла свій четвертий острівний титул, Саль-Рей вийшов до фіналу та відправився на матч приблизно за 100 км на південь до столиці країни Праї, де зустрівся з місцевою Академікою та переграв цей клуб з рахунком 2:0 і 1:2 відповідно, таким чином клуб завоював свій перший національний трофей. Саль-Рей відмовився від участі в Лізі чемпіонів КАФ 2005 року.

## Логотип
Логотип клубу практично аналогічний лісабонській Бенфіці, за винятком напису на стрічці. У клубу з Саль-Реї там вміщено абревіатуру латинськими літерами «S.S.R.C.».

## Досягнення
- Чемпіонат Кабо-Верде: 1 перемога

2004
- Чемпіонат острова Боа Вішта: 9 перемог

1993/94, 1997/98, 1998/99, 2003/04, 2004/05, 2005/06, 2006/07, 2007/08, 2010/11

## Статистика виступів у чемпіонатах

### Національний чемпіонат
| Сезон | Див. | Міс. | Іг. | В | Н | П | ЗМ | ПМ | РМ  | О  | Кубок | Примітки        | Плей-оф         |
| ----- | ---- | ---- | --- | - | - | - | -- | -- | --- | -- | ----- | --------------- | --------------- |
| 2004  | 1A   | 2    | 5   | 3 | 2 | 0 | 14 | 3  | +11 | 11 |       | Вихід у плей-оф | Чемпіон         |
| 2005  | 1A   | 2    | 5   | 3 | 1 | 1 | 9  | 6  | +3  | 10 |       | Вихід у плей-оф | Півфіналіст     |
| 2006  | 1A   | 3    | 4   | 2 | 2 | 1 | 5  | 2  | +3  | 7  |       | Не пробилися    | Не брали участі |
| 2007  | 1A   | 3    | 5   | 2 | 2 | 1 | 6  | 9  | -3  | 8  |       | Не пробилися    | Не брали участі |
| 2008  | 1A   | 4    | 5   | 1 | 2 | 2 | 5  | 8  | -3  | 5  |       | Не пробилися    | Не брали участі |
| 2011  | 1A   | 5    | 4   | 0 | 0 | 4 | 1  | 8  | -7  | 0  |       | Не пробилися    | Не брали участі |

### Чемпіонат острова
| Сезон   | Див. | Міс. | Іг. | В  | Н | П | ЗМ | ПМ | РМ  | О  | Кубок | Суперкубок | Примітки                          |
| ------- | ---- | ---- | --- | -- | - | - | -- | -- | --- | -- | ----- | ---------- | --------------------------------- |
| 1998-99 | 2    | 1    | -   | -  | - | - | -  | -  | -   | -  |       |            | Вихід до національного чемпіонату |
| 2003-04 | 2    | 1    | -   | -  | - | - | -  | -  | -   | -  |       |            | Вихід до національного чемпіонату |
| 2004-05 | 2    | 1    | 12  | -  | - | - | -  | -  | -   | -  |       |            | Вихід до національного чемпіонату |
| 2005-06 | 2    | 1    | 12  | -  | - | - | -  | -  | -   | -  |       |            | Вихід до національного чемпіонату |
| 2006-07 | 2    | 1    | 12  | -  | - | - | -  | -  | -   | -  |       |            | Вихід до національного чемпіонату |
| 2007-08 | 2    | 1    | 12  | -  | - | - | -  | -  | -   | -  |       |            | Вихід до національного чемпіонату |
| 2008-09 | 2    | 2    | 12  | -  | - | - | -  | -  | -   | -  |       |            |                                   |
| 2010-11 | 2    | 1    | 14  | -  | - | - | -  | -  | -   | -  |       |            | Вихід до національного чемпіонату |
| 2013-14 | 2    | 2    | 14  | 10 | 1 | 3 | 25 | 15 | +10 | 31 |       |            |                                   |
| 2014-15 | 2    | 4    | 14  | 4  | 6 | 4 | 18 | 15 | +3  | 18 |       |            |                                   |

## Деякі статистичні дані
- Найкраще місце: 1-ше (національний чемпіонат)

## Відомі гравці
- Равш (в 2004 року)
- Ромі
- Карлуш Тейшейра
- Ніка Пандуру Лопіш(Пандуру) (до сезону 2013/14)
- Келві Леві Лопіш (до сезону 2015)

## Відомі тренери
- Джо Браку (в 2004 році)